# Olympische Sommerspiele 2004/Teilnehmer (El Salvador)
| Gelbes Symbol für Goldmedaillen mit stilisierten Olympischen Ringen | Graues Symbol für Silbermedaillen mit stilisierten Olympischen Ringen | Braundes Symbol für Bronzemedaillen mit stilisierten Olympischen Ringen |
| ------------------------------------------------------------------- | --------------------------------------------------------------------- | ----------------------------------------------------------------------- |
| —                                                                   | —                                                                     | —                                                                       |

El Salvador nahm an den Olympischen Sommerspielen 2004 in Athen, Griechenland, mit einer Delegation von sieben Sportlern (zwei Männer und fünf Frauen) teil.

## Teilnehmer nach Sportarten

### Bogenschießen
- Ricardo Merlos
Einzel: 35. Platz

### Gewichtheben
- Eva Dimas
Frauen, Klasse über 75 Kilogramm: 11. Platz

### Leichtathletik
- Takeshi Fujiwara
400 Meter: Vorläufe

- Elizabeth Zaragoza
Frauen, 5000 Meter: Vorläufe

### Radsport
- Evelyn García
Frauen, Straßenrennen: 35. Platz
Frauen, Einzelverfolgung: 12. Platz

### Schießen
- Patricia Rivas
Luftgewehr: 20. Platz

### Schwimmen
- Golda Marcus
Frauen, 400 Meter Freistil: 33. Platz
Frauen, 800 Meter Freistil: 21. Platz